# Aittasaari (ö i Södra Karelen, Imatra)
Aittasaari är en ö i Finland. Den ligger i sjön Kivenkänä och i kommunen Ruokolax i den ekonomiska regionen  Imatra ekonomiska region  och landskapet Södra Karelen, i den sydöstra delen av landet, 260 km nordost om huvudstaden Helsingfors. Öns area är 2,3 hektar och dess största längd är 310 meter i öst-västlig riktning.